# 也速䚟儿 (康里人)
也速䚟儿（Yesüder，？—1288年）又作也速台儿，伯牙兀氏（伯岳吾氏），蒙古帝国将领，康里人。
其父艾貌在征南宋时死后，也速䚟儿继承父亲軍职。1260年，蒙哥死后，也速䚟儿跟随忽必烈讨伐支持阿里不哥的阿蓝答儿、渾都海，随后征討济南的李璮。北方平定后，南征宋朝，經略襄樊，攻百丈山、鸛子灘功居第一。圍攻襄陽，也速䚟儿被甲先登，賞銀鈔百兩，累功授管軍緫把。至元十四年（1277年），從攻福建興化，招古田等處民五千餘戶，破復州，殺宋將，以功陞百戶。随后陞武略將軍、千戶，忽必烈賜给他金符，督五路招討。至元十六年（1279年）又招手號新軍二千五百餘人，改金虎符，陞宣武將軍、管軍緫管。江南平定，錄功，賜以弓矢，任懷遠大將軍、管軍萬戶。忽必烈下旨征日本，也速䚟儿領江淮戰艦數百艘，東征日本（元日战争），全軍而還。忽必烈特賜養老一百戶，加赐衣服、弓矢、鞍轡。至元二十年（1283年），授泰州萬戶府達魯花赤。至元二十三年（1286年）以也速䚟兒為昭勇大將軍、欽察親軍指揮使統领籍民当兵的萬人。至元二十四年（1287年）從征乃顏有功。其后，也速䚟儿得病去世，追贈金吾衛上將軍，追封成武郡公，谥号顯敏。有子七人：教化的；黑廝，襲父職，病卒；黑的，官至牧馬同知；延壽，襲兄職；拜顏，領哈剌赤；完澤帖木兒，官至廣德路萬戶達魯花赤；哈剌章。

## 延伸阅读
[在维基数据编辑]
 《元史/卷133》，出自宋濂《元史》
 《新元史/卷150》，出自柯劭忞《新元史》
 《新元史/卷154》，出自柯劭忞《新元史》